# Голубева, Ольга Львовна
Ольга Львовна Голубева (род. 27 сентября 1970) — российская пауэрлифтерша, двукратная чемпионка мира по классическому пауэрлифтингу, чемпионка Европы по жиму лёжа, многократная призёрка чемпионатов Европы и мира по жиму лёжа, классическому жиму лёжа, экипированному и классическому пауэрлифтингу. 18-кратная чемпионка России по жиму лёжа, пауэрлифтингу и классическому пауэрлифтингу. Мастер спорта России международного класса.

## Карьера
Пауэрлифтингом стала заниматься во взрослом возрасте. Первым тренером Ольги был Б.Ю. Карпеткин.
Первым крупным достижением Ольги стала бронзовая медаль чемпионата России 2001 года по пауэрлифтингу в категории до 44 кг с суммой 290 кг.
В 2002 году становится серебряным призёром чемпионата России по пауэрлифтингу в категории до 44 кг с суммой 320 кг. А на чемпионате России по жиму лёжа побеждает с результатом 75 кг. С чемпионата Европы по жиму лёжа привозит бронзу.
В 2003 году Ольга снова побеждает на чемпионате России по жиму лёжа с результатом 85 кг. А с чемпионата Европы по жиму лёжа снова привозит бронзу.
В 2004 году Ольга побеждает на чемпионате России по пауэрлифтингу, чемпионате России по жиму лёжа, чемпионату Европы по жиму лёжа, а также завоёвывает серебро чемпионата мира по жиму лёжа.
В 2005 году Голубева по личному весу уступила Валентине Верменюк на чемпионате России по пауэрлифтингу, также становится второй на чемпионате России по жиму лёжа. А на международной арене завоёвывает серебро чемпионата Европы по пауэрлифтингу.
В 2006 году становится чемпионкой России по пауэрлифтингу в категории до 48 кг. Также первой Ольга становится на чемпионате России 2007 года в категории до 44 кг. В 2008 году с результатом 100 кг она становится второй на чемпионате России по жиму лёжа. В 2009 году она побеждает на чемпионате России по жиму лёжа и впервые с 2005 года оказывается на международном турнире. На чемпионате мира по жиму лёжа в категории до 48 кг Голубева становится третьей с весом 95 кг.
В 2010 году Ольга становится вице-чемпионкой России по жиму и чемпионкой по классическому жиму. С чемпионата мира по жиму лёжа Голубева привезла бронзовую медаль.
В 2011 году Ольга снова становится вице-чемпионкой России по жиму и чемпионкой по классическому жиму. А на чемпионате Европы по классическому жиму завоёвывает бронзу в категории до 47 кг с результатом 100 кг.
В 2012 году Ольга становится бронзовой призёркой чемпионата России по жиму и чемпионкой по классическому пауэрлифтингу. На чемпионате Европы по жиму лёжа в категории до 52 кг с результатом 107,5 кг стала третьей.
В 2013 году Голубева становится бронзовым призёром чемпионата России по пауэрлифтингу. На чемпионате России по жиму лёжа тоже показывает третий результат. Становится чемпионкой России по классическому пауэрлифтингу. На первом чемпионате мира по классическому пауэрлифтингу в г. Суздаль побеждает с суммой 350 кг в категории до 47 кг. А на чемпионате Европы по жиму лёжа стала второй.
В 2014 году Ольга становится чемпионкой России по классическому жиму, вице-чемпионом по экипированному жиму лёжа, чемпионкой России по классическому пауэрлифтингу. На чемпионате мира по классическому пауэрлифтингу в пригороде Йоханнесбурга (ЮАР) побеждает с суммой 346 кг в категории до 47 кг, при этом установила новый мировой рекорд в жиме штанги лежа – 91 кг. А в декабре становится чемпионкой России (2015 года) по классическому пауэрлифтингу.
В марте 2015 года становится второй на чемпионате России по жиму лёжа. В июне завоёвывает серебро на чемпионате мира по классическому пауэрлифтингу. Для победы Ольге не хватило рекордной суммы в 402,5 кг, так как 25-летней шведке Софии Лофт покорилась новая рекордная сумма 412,5 кг. Но результаты Ольги в жиме и становой тяге стали мировыми рекордами для ветеранов (M1).
В августе становится чемпионкой Европы по жиму лёжа в чешском городе Пльзень. Результат жима в 120 кг является рекордом Европы в категории Мастерс1.
На Кубке России по жиму штанги лежа (26-28 ноября 2015 г., Нижний Тагил) в весовой категории до 52 кг одержала победу, установив личный рекорд 130 кг и завоевала право представлять Россию на чемпионатах Европы и мира в 2016 году.
В декабре побеждает на чемпионате России (2016 года) по классическому пауэрлифтингу.
Медик по профессии, занимается спортом в нерабочее время. Тренируется у Н.А. Молодцова.

## Результаты выступлений

### Экипированный жим лёжа
| Год  | Соревнование     | Место проведения | Место | Результат |
| ---- | ---------------- | ---------------- | ----- | --------- |
| 2002 | Чемпионат России | Нижний Новгород  | 1     | 75        |
| 2002 | Чемпионат Европы | Нимбурк          | 3     | 75        |
| 2003 | Чемпионат России | Пермь            | 1     | 85        |
| 2003 | Чемпионат Европы | Львов            | 3     | 85        |
| 2004 | Чемпионат России | Рыбинск          | 1     | 92,5      |
| 2004 | Чемпионат Европы | Вршац            | 1     | 92,5      |
| 2004 | Чемпионат мира   | Кливленд         | 2     | 90        |
| 2005 | Чемпионат России | Красноярск       | 2     | 92,5      |
| 2008 | Чемпионат России | Суздаль          | 2     | 100       |
| 2009 | Чемпионат России | Суздаль          | 1     | 97,5      |
| 2009 | Чемпионат мира   | Хамм             | 3     | 95        |
| 2010 | Чемпионат России | Красноярск       | 2     | 95        |
| 2010 | Чемпионат мира   | Киллин           | 3     | 100       |
| 2011 | Чемпионат России | Большевик        | 2     | 102,5     |
| 2012 | Чемпионат России | Суздаль          | 2     | 102,5     |
| 2012 | Чемпионат Европы | Терни            | 3     | 107,5     |
| 2013 | Чемпионат России | Кемерово         | 3     | 110       |
| 2013 | Чемпионат Европы | Сенец            | 2     | 107,5     |
| 2014 | Чемпионат России | Москва           | 2     | 105       |
| 2014 | Чемпионат Европы | Пльзень          | 4     | 95        |
| 2015 | Чемпионат России | Кострома         | 2     | 125       |
| 2015 | Чемпионат Европы | Пльзень          | 1     | 120       |
| 2015 | Кубок России     | Нижний Тагил     | 1     | 130       |

### Классический жим лёжа
| Год  | Соревнование     | Место проведения | Место | Результат |
| ---- | ---------------- | ---------------- | ----- | --------- |
| 2010 | Чемпионат России | Красноярск       | 1     | 80        |
| 2011 | Чемпионат России | Большевик        | 1     | 85        |
| 2011 | Чемпионат Европы | Пльзень          | 3     | 100       |
| 2012 | Чемпионат России | Суздаль          | 1     | 90        |
| 2013 | Чемпионат России | Москва           | 2     | 92,5      |
| 2014 | Чемпионат России | Москва           | 1     | 100       |

### Экипированный пауэрлифтинг
| Год  | Соревнование     | Место проведения | Место | Приседание | Жим лёжа | Стан. тяга | Сумма |
| ---- | ---------------- | ---------------- | ----- | ---------- | -------- | ---------- | ----- |
| 2001 | Чемпионат России | Санкт-Петербург  | 3     | 112        | 85       | 157,5      | 362,5 |
| 2002 | Чемпионат России | Сыктывкар        | 2     | 117,5      | 67,5     | 135        | 320   |
| 2003 | Чемпионат России | Казань           | 6     | 142,5      | 85       | 142,5      | 370   |
| 2004 | Чемпионат России | Красноярск       | 1     | 142,5      | 85       | 142,5      | 370   |
| 2005 | Чемпионат России | Казань           | 2     | 145        | 90       | 145        | 380   |
| 2005 | Кубок России     | Казань           | 1     | 157,5      | 85       | 147,5      | 400   |
| 2005 | Чемпионат Европы | Орошхаза         | 2     | 150        | 75       | 150        | 375   |
| 2006 | Чемпионат России | Уфа              | 2     | 150        | 70       | 150        | 370   |
| 2006 | Кубок России     | Сыктывкар        | 1     | 152,5      | 75       | 152,5      | 380   |
| 2013 | Чемпионат России | Тюмень           | 3     | 155        | 105      | 165        | 425   |

### Классический пауэрлифтинг
| Год  | Соревнование     | Место проведения | Место | Приседание | Жим лёжа | Стан. тяга | Сумма |
| ---- | ---------------- | ---------------- | ----- | ---------- | -------- | ---------- | ----- |
| 2012 | Чемпионат России | Владимир         | 1     | 120        | 85       | 157,5      | 362,5 |
| 2012 | Кубок мира       | Стокгольм        | 2     | 117,5      | 90,5     | 170,5      | 378,5 |
| 2012 | Кубок России     | Тюмень           | 1     | 110        | 90       | 160,5      | 360,5 |
| 2013 | Чемпионат России | Тула             | 1     | 115        | 92,5     | 171,5      | 379   |
| 2013 | Чемпионат мира   | Суздаль          | 1     | 120        | 85       | 145        | 350   |
| 2014 | Чемпионат России | Тула             | 1     | 102,5      | 93       | 137,5      | 333   |
| 2014 | Чемпионат мира   | Почефструм       | 1     | 115        | 91       | 140        | 346   |
| 2014 | Кубок России     | Орёл             | 1     | 120        | 90       | 155        | 365   |
| 2014 | Чемпионат России | Суздаль          | 1     | 125        | 105      | 167,5      | 397,5 |
| 2015 | Чемпионат мира   | Сало             | 2     | 135        | 97,5     | 170        | 402,5 |
| 2015 | Чемпионат России | Суздаль          | 1     | 135        | 102,5    | 172,5      | 410   |

## Рекорды
Является обладателем нескольких национальных  рекордов, в том числе среди ветеранов Мастерс1  , а также мировых рекордов  в категории Мастерс1.
| Категория | Упражнение    | Результат | Год          | Место      |
| --------- | ------------- | --------- | ------------ | ---------- |
| до 52 кг  | приседание    | 135 WM1   | июнь 2015    | Сало       |
| до 52 кг  | жим лёжа      | 105       | декабрь 2014 | Суздаль    |
| до 52 кг  | становая тяга | 172,5 NR  | декабрь 2015 | Арзамас    |
| до 52 кг  | сумма         | 410 NR    | декабрь 2015 | Арзамас    |
| до 52 кг  | сумма         | 402,5 WM1 | июнь 2015    | Сало       |
| до 47 кг  | приседание    | 120 NR    | апрель 2012  | Владимир   |
| до 47 кг  | приседание    | 115 WM1   | июнь 2014    | Почефструм |
| до 47 кг  | жим лёжа      | 93 NR     | март 2014    | Тула       |
| до 47 кг  | жим лёжа      | 91 WM1/ER | июнь 2014    | Почефструм |
| до 47 кг  | становая тяга | 171,5 NR  | март 2013    | Тула       |
| до 47 кг  | сумма         | 379 NR    | март 2013    | Тула       |
| до 47 кг  | сумма         | 346 WM1   | июнь 2014    | Почефструм |

| Категория | Упражнение    | Результат | Год          | Место     |
| --------- | ------------- | --------- | ------------ | --------- |
| до 47 кг  | приседание    | 155       | февраль 2013 | Тюмень    |
| до 47 кг  | жим лёжа      | 105       | февраль 2013 | Тюмень    |
| до 47 кг  | становая тяга | 171,5     | март 2013    | Тула      |
| до 47 кг  | сумма         | 425       | февраль 2013 | Тюмень    |
| до 48 кг  | приседание    | 152,5     | август 2007  | Москва    |
| до 48 кг  | жим лёжа      | 90        | январь 2005  | Череповец |
| до 48 кг  | становая тяга | 157,5     | август 2007  | Москва    |
| до 48 кг  | сумма         | 400       | август 2007  | Москва    |
| до 44 кг  | приседание    | 157,5     | август 2005  | Орёл      |
| до 44 кг  | жим лёжа      | 90        | март 2005    | Казань    |
| до 44 кг  | становая тяга | 157,5     | август 2005  | Орёл      |
| до 44 кг  | сумма         | 400       | август 2005  | Орёл      |

| Категория | Результат | Год          | Место   |
| --------- | --------- | ------------ | ------- |
| до 47 кг  | 93 NR     | март 2013    | Тула    |
| до 52 кг  | 105       | декабрь 2014 | Суздаль |
| до 57 кг  | 92,5      | ноябрь 2013  | Москва  |

| Категория | Результат | Год         | Место        |
| --------- | --------- | ----------- | ------------ |
| до 52 кг  | 130       | ноябрь 2015 | Нижний Тагил |
| до 47 кг  | 105       | март 2014   | Москва       |
| до 48 кг  | 100       | апрель 2008 | Суздаль      |
| до 44 кг  | 92,5      | апрель 2004 | Рыбинск      |